# رینوس اسرائیل
رینوس اسرائیل (به هلندی: Rinus Israël؛ زادهٔ ۱۹ مارس ۱۹۴۲ – درگذشتهٔ ۱ ژوئیهٔ ۲۰۲۵) بازیکن و مربی فوتبال اهل هلند بود.
از جمله باشگاه‌هایی که وی در آن‌ها بازی کرده‌است، می‌توان به باشگاه فوتبال پک زووله، باشگاه فوتبال فاینورد و باشگاه فوتبال اکسلسیور اشاره کرد.
وی همچنین در تیم ملی فوتبال هلند بازی کرده‌است.

## درگذشت
اسرائیل، در ۱ ژوئیهٔ ۲۰۲۵، در سن ۸۳ سالگی درگذشت.